# Basinkomst i Europa

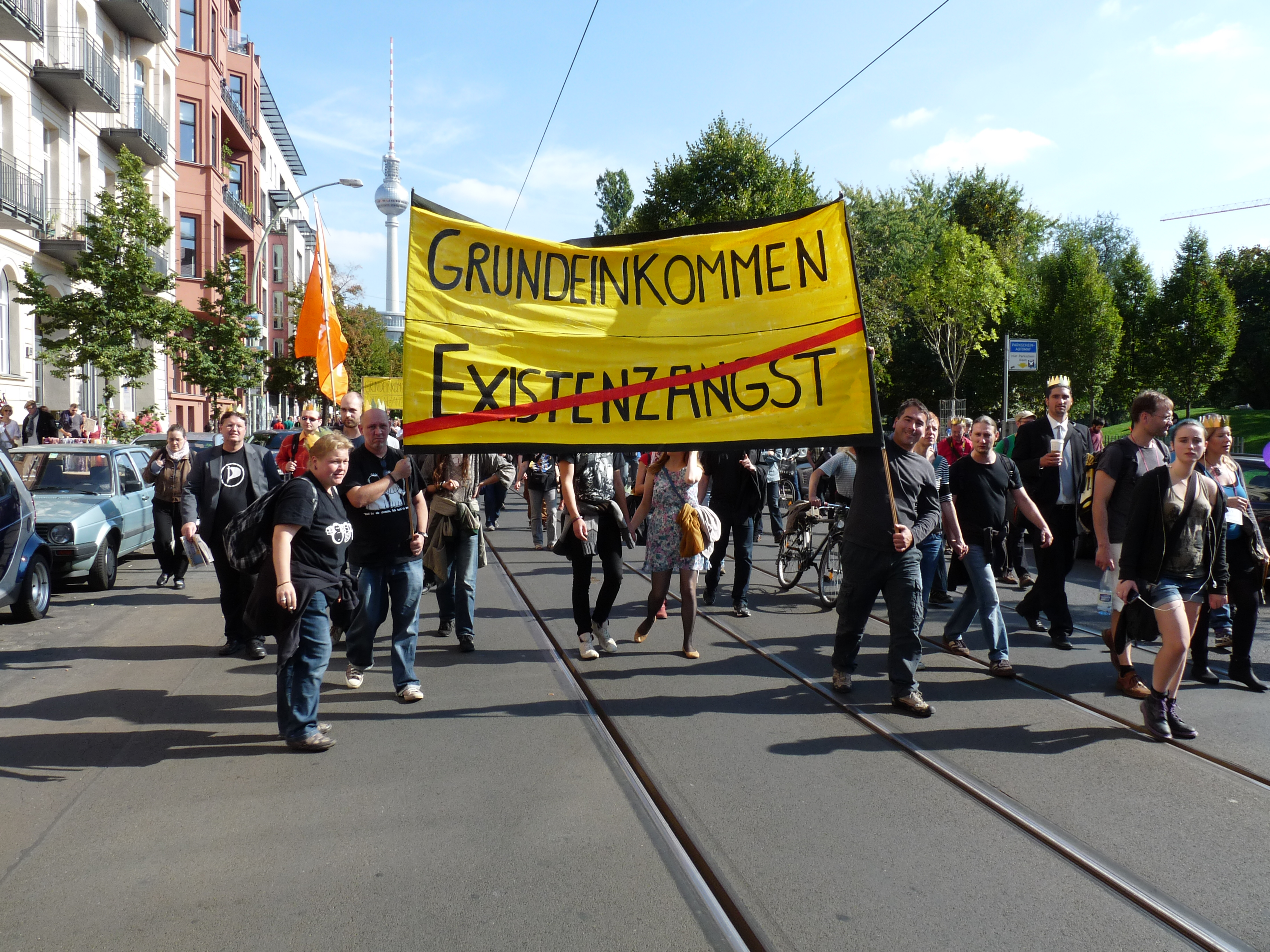
Demonstration för basinkomst i Berlin, Tyskland den 14 september 2013

Den europeiska debatten om basinkomst, även kallat medborgarlön,  utgör en stor del av den internationella debatten i frågan och ett flertal länder har haft debatt sedan 1980-talet. Bland politiska partier är det de gröna partierna och piratpartierna som visat störst intresse. Dock finns enskilda politiker såväl som partier som helhet som driver frågan från de flesta politiska läger. Huvuddelen av debatten handlar om nationell basinkomst, där lokala pilotprojekt ses som ett steg på vägen, men det finns också enstaka förslag på europeisk basinkomst. En av orsakerna till att basinkomst diskuterats mer de senaste åren är den höga arbetslösheten, vilket i debatten  sägs hänga ihop med automatisering och robotisering. Detta synsätt framkommer exempelvis i riksdagsmotioner från Miljöpartiet. Dock finns även många andra argument, av politisk såväl som filosofisk karaktär. Motståndarna framhåller främst den stora kostnaden och risken för att folk kommer att trappa ner på lönearbetet. Det mest aktuella för närvarande är de planerade pilotförsöken i Finland, Nederländerna och Frankrike. Schweiz folkomröstning 2016 har också fått internationell uppmärksamhet. Framträdande förespråkare är till exempel Guy Standing, Philippe Van Parijs, Katja Kipping och Götz Werner. 

## Regionala debatter

### Norden
Huvudartikel: Basinkomst i Norden
Basinkomst har debatterats i de nordiska länderna sedan 1970-talet, utan att ha varit i närheten av införande. Hösten 2015 har dock Finlands Centerledda regering beslutat att verka för ett eller flera storskaliga pilotprojekt. Efter utredning är planen att försöken inleds 2017. Ett flertal nordiska partier har intresserat sig för basinkomst och negativ skatt. I Finland drivs iden förutom av Centerpartiet även av De Gröna, Vänsterförbundet och Piratpartiet. I Sverige är Miljöpartiet associerade med iden och på partiets kongress 2015 blev det majoritet för statlig utredning. Småpartier som Piratpartiet och Enhet är också tydligt för reformen. I Danmark gjorde det nya partiet Alternativet, som har förslag som drar mot basinkomst, ett superval 2015. På Island har det inte varit någon basinkomstdebatt alls förrän under 2010-talet. Främst är det Piratpartiet, som fått ett snabbt växande opinionsstöd från 2013 och framåt, som där  driver frågan. Förespråkare för basinkomst är bland annat  Lars Ekstrand, Lennart Fernström, Birger Schlaug, Annika Lillemets, Valter Mutt, Li Andersson, Osmo Soininvaara, Christian Engström, Roland Paulsen och Erik Cristensen. Alla svenska riksdagspartier utom i viss mån Miljöpartiet är motståndare till basinkomst. Huvudspåret är istället den traditionella arbetslinjen. Liknande kan sägas om Norge och Danmark medan Finland och möjligen även Island har större parlamentariskt stöd.

### Storbritannien
Huvudartikel: Basinkomst i Storbritannien

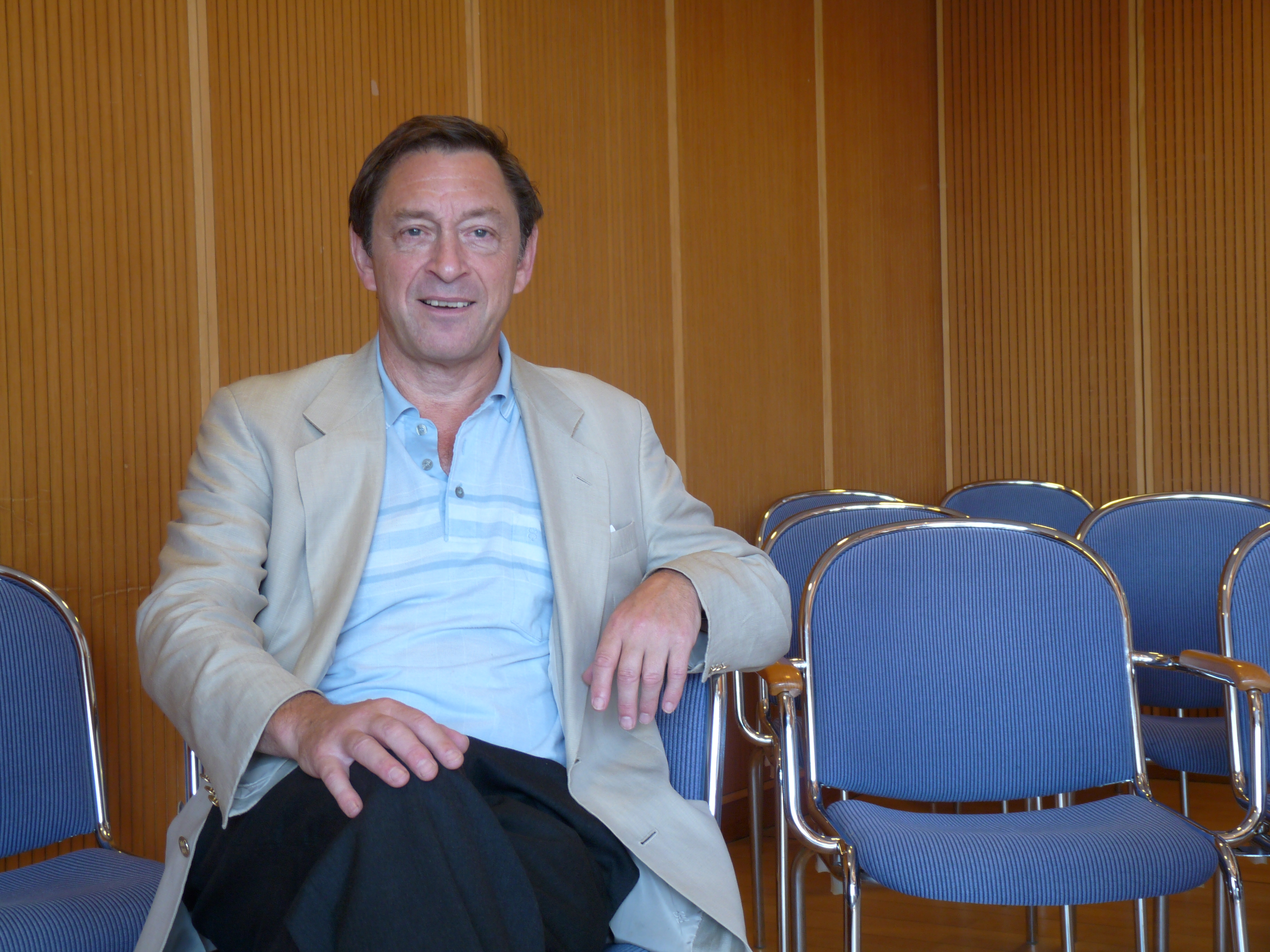
Guy Standing, författare till Prekariatet och förespråkare av basinkomst.

En sporadisk diskussion om basinkomst och negativ inkomstskatt har funnits i Storbritannien under en stor del av 1900-talet. Tidiga förespråkare är bland andra Dennis Milner, C.H. Douglas, Juliet Rhys Williams och James Meade. Under 2000-talet är det, bland de politiska partierna, främst det gröna partiet (Green Party of England and Wales) och Skottlands gröna parti (Scottish Green Party) som förespråkar basinkomst/medborgarlön. Under en period på 1980-talet drev även Liberaldemokraterna frågan, men har sedan dess dragit undan sitt stöd. Guy Standing, professor vid London University, är den kanske mest kände akademiske förespråkaren idag. Två av hans mest kända böcker fokuserar på det han kallar för "prekariatet". I dessa böcker argumenterar han för att ett nytt socialt kontrakt behövs, där basinkomst är en grundbult, utifrån att globalisering och automatisering medfört ökad otrygghet för miljontals människor, människor som han kollektivt betraktar som en ny social klass.

### Tyskspråkiga länderna
Huvudartiklar: Basinkomst i Tyskland, Basinkomst i Schweiz
Debatten i Tyskland inleddes under 1980-talet inleddes med att oberoende grupper av arbetslösa tog ställning för medborgarlön. De ville att människor skulle få använda basinkomsten för att driva sina egna livsprojekt och motsatte sig framtvingat lönearbete. I början av 2000-talet tog ett antal organisationer ställning för idén och debatten ökade. Under 2010-talet har debatten varit fortsatt livlig. Bland annat har en namninsamling genomförts och Piratpartiet har tagit ställning för idén. Förespråkare finns i de flesta tyska partier. Några av de mest tongivande politikerna för basinkomst, i en eller annan form, är: Sabine Niels (De Gröna), Dieter Althaus (CDU) och Katja Kipping (Die Linke). I Schweiz var det under 1990-talet mest akademiker som sysselsatte sig med frågan. Från mitten av 2000-talet ökade debatten något, bland annat genom att den tyska debatten spred sig. Under 2010-talet har aktivisterna i Schweiz organiserat sig mer och även genomfört en namninsamling med krav på folkomröstning. Denna blev också av, i juni 2016, med 23,1 procent för reformen mot 76,9 procent emot. I Österrike är diskussionen också levande. Exempelvis rapporterade Runder Tisch – Grundeinkommen (RTG) in hela 45 aktiviteter till den europeiska basinkomstveckan 2015, däribland filmvisningar på 18 biografer.

### Belgien, Nederländerna, Luxemburg (BENELUX)
Huvudartikel: Basinkomst i Belgien och Nederländerna
Basinkomst har debatterats i BENELUX-länderna sedan mitten av 1970-talet. 1986 bildades BIEN, Basic Income European Network, sedermera Basic Income Earth Network. En av grundarna var Philippe Van Parijs, Belgien, som alltsedan dess varit tongivande i den europeiska och globala debatten. En av hans mest kända böcker är Real Freedom for All, där han argumenterar för att (ovillkorlig) basinkomst/medborgarlön både är rättvist och möjligt. Ett huvudargument för Van Parijs är att basinkomst främjar verklig frihet för alla individer att göra egna och oberoende livsval. Kända belgiska och nederländska förespråkare, förutom Philippe Van Parijs, är bland annat Roland Duchatelet (Vivant) och ekonomen L.F.M Groot. Under sommaren 2015 kom nyheten att ett pilotförsök med basinkomst skall genomföras i Utrecht, Nederländerna. Försöket, som handlar om att vissa bidragstagare på prov skall få basinkomst istället för konventionella bidrag, såsom försörjningsstöd, är ett samarbetsprojekt mellan Utrechts kommun och Utrecht University. 

### Sydeuropa

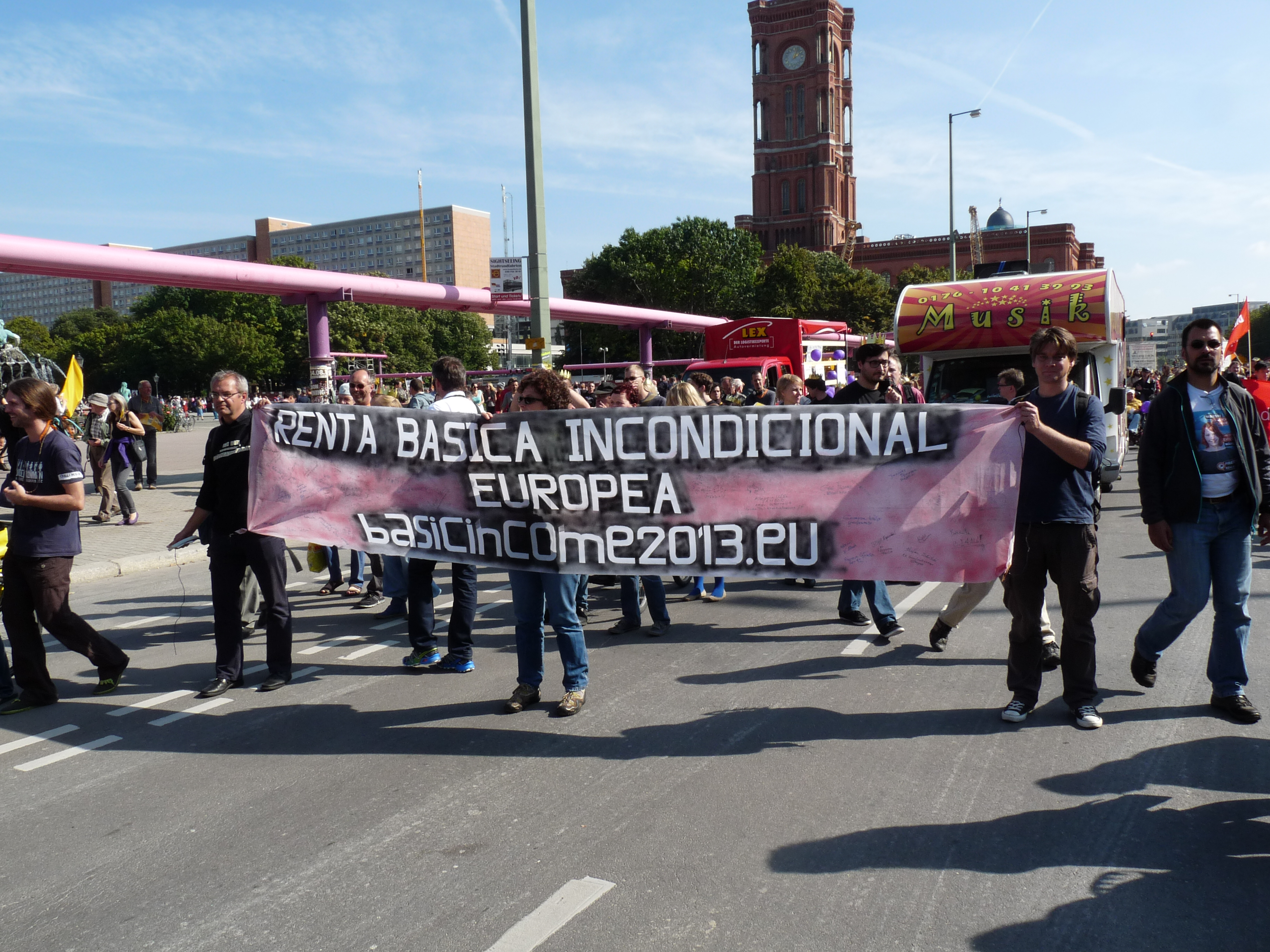
Demonstration i Spanien för "renta basica", dvs basinkomst, september 2013

Huvudartiklar: Basinkomst i Spanien, Basinkomst i Italien, Basinkomst i Frankrike
Under 2010-talet har Spanska Occupy-rörelsen tagit ställning för basinkomst liksom 15-majrörelsen. Spanska partier som förordar olika varianter av systemet är bland annat Bildu och EQUO Berdeak i Baskien och Anova i Galicien. 
I juli 2015 tog regionparlamentet i Bordeaux, Frankrike,  beslutet att inleda en process mot pilotförsök i regionen Aquitaine. Frankrike har också, sedan december 2014, en tidning som är specialinriktad på basinkomst, L’inconditionnel.
Basilicata, en region i södra Italien, beslutade 2015 att 8000 fattiga familjer skulle få basinkomst finansierad av royalty på regionens oljeutvinning. Utbetalningen ska vara 500 euro per månad och projektet ska vara i ett och ett halvt år med början i februari 2016.
I Grekland pågår också diskussioner, bland annat inom Syriza.

### Sydöstra Europa
I Bulgarien tog landet största fackförening CITUB oväntat ställning till förmån för det Europeiska medborgarinitiativet för basinkomst (2013). Bulgarien, liksom Slovenien och Kroatien, nådde också sina respektive kvoter i namninsamlingen som syftade till att tvinga EU-kommissionen att utreda basinkomst.

### Ryssland
Diskussionen om basinkomst i Ryssland sker mot bakgrund av kommunismens fall 1989 som följdes av ekonomins kollaps och dramatiskt ökade klyftor. Alexander Varshavsky, professor i Moskva, är en av de akademiker som intresserat sig för reformen. I artikeln "Basic income and increasing income inequality in Russia" analyserar han Putin-regimens försök att mildra klyftor och fattigdom. Han avslutar artikeln med att framhålla vikten av höjd minimilönen och pension samt att basinkomst bör införas.

## Europeisk basinkomst

### Basinkomst för alla barn
Med utgångspunkt i Antony Atkinsons Public Economics in Action publicerade Horacio Levy, Christine Lietz och Holly Sutherland 2006 artikeln A basic income for Europe's children. Författarna föreslår att alla barn i EU får en ovillkorlig basinkomst vilken finansieras med platt skatt. Artikeln behandlar kostnader och effekter på barnfattigdom. Ett annat exempel på samma tema är artikeln "Towards a European Union Child Basic Income? Within and between country effects" (2013) av Horacio Levy, Manos Matsaganis och Holly Sutherland. Författarna visar med hjälp av en EUROMOD-analys att en basinkomst på 50 euro för alla barn upp till sex år är ekonomiskt möjlig och även önskvärd. Ekonomiskt skulle det klaras med en platt EU-skatt på 0,2 procent på all hushållsinkomst, under antagandet att inkomsten också beskattas nationellt. De flesta medlemsstater liksom de flesta familjer med barn under sex år skulle bli nettovinnare på reformen.